# Krok za krokiem
Krok za krokiem (ang. Step by Step) – sitcom familijny produkcji amerykańskiej, emitowany w latach 1991–1998. Przez większość tego czasu emitowany przez stację ABC, na ostatni sezon (1997–1998) przeniesiony do CBS. W roku 2006, sześć odcinków ukazało się w Stanach Zjednoczonych na płytach DVD. 
Serial opowiada o codziennym życiu pewnej amerykańskiej rodziny, skupiając się zwykle na losach najmłodszych jej członków, związanych ze szkołą, problemami sercowymi itp. Równolegle biegnie wątek zżywania się ze sobą członków dwóch rodzin, którzy nagle stali się jedną, za sprawą ślubu rodziców.

## Obsada
- Patrick Duffy jako Frank Lambert,
- Suzanne Somers jako Carol Foster-Lambert,
- Brandon Call jako J.T. Lambert,
- Staci Keanan jako Dana Foster,
- Angela Watson jako Karen Foster,
- Christine Lakin jako Al Lambert,
- Christopher Castile jako Mark Foster,
- Josh Byrne jako Brendan Lambert,
- Lauren & Kristina Meyerling (sezon 5–6), Emily Mae Young (sezon 7) jako Lilly Foster-Lambert,

oraz
- Sasha Mitchell jako kuzyn Cody Lambert,
- Patrika Darbo jako ciotka Penny Baker,
- Peggy Rea jako babcia Ivy Baker,
- Jason Marsden jako Rich Halke,
- Bronson Pinchot jako Jean-Luc Rieupeyroux,
- Alexandra Adi jako Sam Milano,

i inni.